# 151 (عدد)
151 هو عدد صحيح. طبيعي بين 150 و152

## في الرياضيات

### خاصيات
- 151 عدد فردي
- 151 عدد أولي
- 151 و 149 عددان أوليان توأم
- 151 عدد لا يمكن كتابته في صيغة مجموع 3 مربعات كاملة
- 151 عدد قلوب